# Ömer Faruk Sorak
Ömer Faruk Sorak (Ankara, 1964) è un regista turco.

## Filmografia

### Cinema
- Vizontele (2001)
- G.O.R.A. - Comiche spaziali (2004)
- Sınav (2006)
- Yahşi Batı (2010)
- Aşk Tesadüfleri Sever (2011)
- 8 Saniye (2015)